# Mokhtar Hasni
Mokhtar Hasni (arabe : مختار الحسني), né le 19 mars 1952 à Siliana (Tunisie) et mort le 21 janvier 2024, est un footballeur tunisien.
Actif de 1973 à 1982 au sein de l'Union sportive de Siliana, d'El Makarem de Mahdia puis de l'Union Basse-Sambre Auvelais et de la Royale Association athlétique louviéroise en Belgique, il évolue en attaque, surtout comme ailier droit.
Il se reconvertit ensuite dans la restauration pendant plus de trente ans.

## Biographie

### Parcours en club
Il commence sa carrière au sein de l'Union sportive de Siliana qui évolue en division IV et révèle un talent faisant de lui l'attraction des spectateurs. Il réussit notamment à mener son club en huitième de finale en 1971. C'est El Makarem de Mahdia qui réussit alors à l'enrôler. Avec ses débordements et ses feintes, Hasni, surnommé la « perle noire du football tunisien », s'impose tout de suite dans son équipe et déjà, pour sa première saison, dispute tous les matchs de son club sans être remplacé une seule fois.
L'entraîneur Ameur Hizem l'appelle en équipe nationale en 1973 alors qu'au sein de son équipe, en compagnie de la meilleure génération de son histoire, constituée d'Hédi Ayed, Amor Amara, Amor Gara, Mohamed Salah Baklouti et Habib Sfar, il réussit à terminer parmi les premiers du classement et même à parvenir en finale de la coupe de Tunisie en 1975, obligeant l'Étoile sportive du Sahel à la rejouer. Toutefois, l'équipe ne réédite pas ses exploits l'année suivante et rétrograde en seconde division.
Hasni émigre alors en Belgique où il rejoint les rangs de l'Union Basse-Sambre Auvelais puis de la Royale Association athlétique louviéroise. Les bons échos sur ses performances amènent Abdelmajid Chetali à l'appeler en vue de la coupe du monde 1978. Il participe aux matchs amicaux qui la précédent mais est curieusement ignoré lors de la phase finale.

### Parcours en équipe nationale
Il dispute son premier match international le 23 décembre 1973 contre l'équipe du Congo en match amical, suivi d'un autre match contre l'équipe de Guinée puis de quatre autres matchs amicaux en 1974. Rappelé en équipe nationale en 1977, il participe au fameux match contre l'équipe du Nigeria à Lagos, le 12 novembre 1977, qui qualifie l'équipe de Tunisie pour la phase finale de la coupe du monde 1978.
Juste avant la coupe du monde, il joue contre l'équipe des Pays-Bas le 5 avril 1978 et contre l'équipe de France le 19 mai 1978, ses deux derniers matchs internationaux.

## Statistiques
- Matchs en championnat de Tunisie : 118 matchs (20 buts)
- Matchs en coupe de Tunisie : 16 matchs (2 buts)
- Match en coupe du Maghreb des vainqueurs de coupe : 1 match
- Sélections : 9